# Brachyruca
Brachyruca là một chi bọ cánh cứng trong họ Chrysomelidae.
Chi này được Fairmaire miêu tả khoa học năm 1898.

## Các loài
Chi này gồm các loài:
- Brachyruca apicicornis Fairmaire, 1898